# Eaton (Indiana)
Eaton es un pueblo ubicado en el condado de Delaware en el estado estadounidense de Indiana. En el Censo de 2010 tenía una población de 1805 habitantes y una densidad poblacional de 185,3 personas por km².

## Geografía
Eaton se encuentra ubicado en las coordenadas 40°19′30″N 85°21′26″O / 40.32500, -85.35722. Según la Oficina del Censo de los Estados Unidos, Eaton tiene una superficie total de 9.74 km², de la cual 9.58 km² corresponden a tierra firme y (1.68%) 0.16 km² es agua.

## Demografía
Según el censo de 2010, había 1805 personas residiendo en Eaton. La densidad de población era de 185,3 hab./km². De los 1805 habitantes, Eaton estaba compuesto por el 97.84% blancos, el 0.06% eran afroamericanos, el 0.33% eran amerindios, el 0.06% eran asiáticos, el 0% eran isleños del Pacífico, el 0.39% eran de otras razas y el 1.33% pertenecían a dos o más razas. Del total de la población el 1.83% eran hispanos o latinos de cualquier raza.